# Henk Temming (voetballer)
Christiaan Henk Temming (Utrecht, 17 november 1923 – Driebergen-Rijsenburg, 23 april 2018) was een Nederlandse voetballer.

## Loopbaan

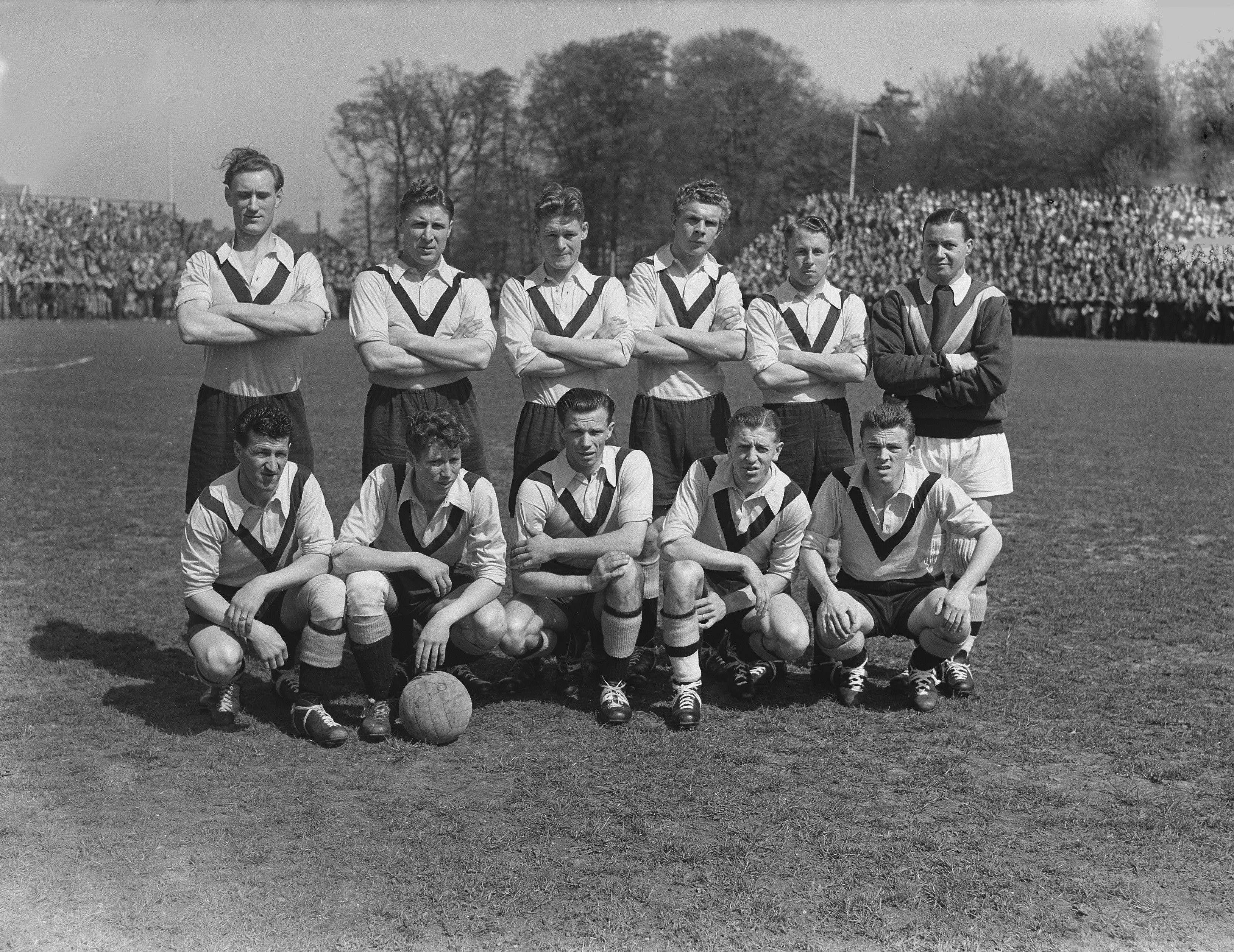
Temming, staand 2e van links, met DOS in mei 1954

Henk Temming voetbalde in de jaren veertig en vijftig voor de Utrechtse voetbalclub DOS. Hij maakte als middenvelder (in het toen gehanteerde stopperspilsysteem: rechtshalf) deel uit van het elftal (met onder anderen Tonny van der Linden en Hans Kraay) dat in het seizoen 1957/58 kampioen van Nederland werd.
Bij de start van de profcompetitie van de NBVB na de zomer van 1954 stapten vier spelers van DOS over naar de nieuwe profclub BVC Utrecht.
Henk Temming sloot zich eind oktober  bij hen aan. Hij speelde de laatste vier duels mee met BVC Utrecht totdat de beroepscompetitie na zondag 21 november 1954 werd stilgelegd door de fusie met de KNVB.
Temming besloot direct terug te keren naar DOS. Hij stond op 28 november 1954, bij de start van het profvoetbal onder de vlag van de KNVB, alweer in de basis in de uitwedstrijd van DOS tegen BVC Amsterdam. De zondag ervoor verdedigde hij nog de rood-witte kleuren van BVC Utrecht tegen De Graafschap waarin hij scoorde.
Temming werd meerdere malen geselecteerd voor het Nederlands elftal, maar kwam nooit verder dan de reservebank. In 1960 beëindigde hij zijn carrière bij DOS, om vervolgens als amateur nog enkele jaren voor Velox te spelen.

## Persoonlijk
Temming was van 1949 tot 2005 eigenaar van Sporthuis Henk Temming in Utrecht. Temming is de vader van zanger Henk Temming en een neef van voormalig voetballer Mosje Temming. Temming overleed op 23 april 2018 op 94-jarige leeftijd.

## Carrièrestatistieken
| Seizoen         | Club            | Land            | Competitie                   | Competitie | Competitie | Beker | Beker | Internationaal | Internationaal | Overig | Overig | Totaal | Totaal |
| Seizoen         | Club            | Land            | Competitie                   | Wed.       | Dlp.       | Wed.  | Dlp.  | Wed.           | Dlp.           | Wed.   | Dlp.   | Wed.   | Dlp.   |
| --------------- | --------------- | --------------- | ---------------------------- | ---------- | ---------- | ----- | ----- | -------------- | -------------- | ------ | ------ | ------ | ------ |
| 1943/44         | DOS             | Nederland       | Tweede klasse B West I       | –          | –          | –     | 0     | 0              | 0              | 0      | 0      | –      | –      |
| 1945/46         | DOS             | Nederland       | Eerste klasse West I         | –          | –          | –     | 0     | 0              | 0              | 0      | 0      | –      | –      |
| 1946/47         | DOS             | Nederland       | Eerste klasse West II        | –          | 1          | –     | 0     | 0              | 0              | 0      | 0      | –      | 1      |
| 1947/48         | DOS             | Nederland       | Eerste klasse West II        | –          | –          | –     | 0     | 0              | 0              | 0      | 0      | –      | –      |
| 1948/49         | DOS             | Nederland       | Eerste klasse West I         | 11         | 1          | –     | 0     | 0              | 0              | 0      | 0      | 11'    | 1      |
| 1949/50         | DOS             | Nederland       | Eerste klasse West I         | 17         | 4          | –     | 0     | 0              | 0              | 0      | 0      | 17     | 4      |
| 1950/51         | DOS             | Nederland       | Eerste klasse B              | 21         | 3          | –     | 0     | 0              | 0              | 0      | 0      | 21     | 3      |
| 1951/52         | DOS             | Nederland       | Eerste klasse B              | 20         | 5          | –     | 0     | 0              | 0              | 0      | 0      | 20     | 5      |
| 1952/53         | DOS             | Nederland       | Eerste klasse A              | 24         | 4          | –     | 0     | 0              | 0              | 0      | 0      | 24     | 4      |
| 1953/54         | DOS             | Nederland       | Eerste klasse B              | 25         | 1          | –     | 0     | 0              | 0              | 0      | 0      | 25     | 1      |
| 1954/55         | DOS             | Nederland       | Eerste klasse B (Afgebroken) | 6          | 1          | –     | –     | 0              | 0              | 0      | 0      | 6      | 1      |
| 1954/55         | BVC Utrecht     | Nederland       | NBVB                         | 4          | 1          | –     | –     | 0              | 0              | 0      | 0      | 4      | 1      |
| 1954/55         | DOS             | Nederland       | Eerste klasse A              | 25         | 2          | –     | –     | 0              | 0              | 0      | 0      | 25     | 2      |
| 1955/56         | DOS             | Nederland       | Hoofdklasse A                | 22         | 5          | –     | –     | 0              | 0              | 0      | 0      | 22     | 5      |
| 1956/57         | DOS             | Nederland       | Eredivisie                   | 30         | 4          | –     | 0     | 0              | 0              | 0      | 0      | 30     | 4      |
| 1957/58         | DOS             | Nederland       | Eredivisie                   | 31         | 3          | –     | 0     | 0              | 0              | 0      | 0      | 31     | 3      |
| 1958/59         | DOS             | Nederland       | Eredivisie                   | 21         | 1          | –     | 0     | 2              | 1              | 0      | 0      | 23     | 2      |
| 1959/60         | DOS             | Nederland       | Eredivisie                   | 1          | 0          | –     | –     | 0              | 0              | 0      | 0      | 1      | 0      |
| 1960/61         | Velox           | Nederland       | Tweede divisie               | 22         | 3          | –     | 0     | 0              | 0              | 0      | 0      | 22     | 3      |
| Carrière totaal | Carrière totaal | Carrière totaal | Carrière totaal              | –          | 39         | –     | 0     | 2              | 1              | 0      | 0      | –      | 40     |

## Erelijst
| Competitie |        |         |     |     |
| Competitie | Aantal | Jaren   |     |     |
| DOS        | DOS    | DOS     | DOS | DOS |
| ---------- | ------ | ------- | --- | --- |
| Nationaal  |        |         |     |     |
| Eredivisie | 1x     | 1957/58 |     |     |